# 山本陽史
山本 陽史（やまもと はるふみ、1959年 - ）は、日本の近世日本文学者。小説家藤沢周平の研究者として知られる
。

## 経歴
東京大学文学部卒業。同大学大学院人文社会系研究科国語国文学専門課程修了。
山形大学教養部講師 、助教授 、明海大学助教授、教授をへて山形大学基盤教育院教授に。
山形大特別プロジェクト「藤沢周平の山形」での特別寄稿などメディアへの発信や、
同プロジェクト「いま、言葉を東北の灯(ともしび)に」の郡読公演など新しい演習授業を行っている。

## 所属学会
1.  俳文学会
2.  日本近世文学会
3.  東京大学国語国文学会 
4.  和漢比較文学会
5.  日本世間学会

## 著書
- 東北から見える日本―文学・芸術の風景（山形大学出版会、2013）
- 藤沢周平の山形（山形大学出版会、2010）